# Kenney
Kenney és una població dels Estats Units a l'estat d'Illinois. Segons el cens del 2000 tenia 374 habitants.

## Demografia
Segons el cens del 2000, Kenney tenia 374 habitants, 160 habitatges, i 107 famílies. La densitat de població era de 481,3 habitants/km².
Dels 160 habitatges en un 25,6% hi vivien nens de menys de 18 anys, en un 59,4% hi vivien parelles casades, en un 4,4% dones solteres, i en un 33,1% no eren unitats familiars. En el 29,4% dels habitatges hi vivien persones soles el 12,5% de les quals corresponia a persones de 65 anys o més que vivien soles. El nombre mitjà de persones vivint en cada habitatge era de 2,34 i el nombre mitjà de persones que vivien en cada família era de 2,89.
Per edats la població es repartia de la següent manera: un 20,1% tenia menys de 18 anys, un 9,4% entre 18 i 24, un 27,5% entre 25 i 44, un 26,2% de 45 a 60 i un 16,8% 65 anys o més.
L'edat mediana era de 41 anys. Per cada 100 dones de 18 o més anys hi havia 95,4 homes.
La renda mediana per habitatge era de 34.886 $ i la renda mediana per família de 44.167 $. Els homes tenien una renda mediana de 38.750 $ mentre que les dones 30.556 $. La renda per capita de la població era de 18.553 $. Aproximadament el 2,6% de les famílies i el 6,5% de la població estaven per davall del llindar de pobresa.

## Poblacions més properes
El següent diagrama mostra les poblacions més properes.